# Capitale Anaco
Pour les articles homonymes, voir Anaco.
Capitale Anaco est l'une des trois divisions territoriales de la municipalité d'Anaco dans l'État d'Anzoátegui au Venezuela. À des fins statistiques, l'Institut national de la statistique du Venezuela a créé le terme de « parroquia capital », ici traduit par le terme « capitale » qui correspond au territoire où se trouve le chef-lieu de la municipalité afin de couvrir ce vide spatial, qui, selon la loi sur la division politique territoriale publiée dans le Journal officiel de l'État « n'attribue pas de hiérarchie politique territoriale, ni de description de ses limites respectives ». Ce territoire s'articule autour d'Anaco, chef-lieu de la municipalité.

## Géographie

### Démographie
Hormis Anaco divisée en de nombreux quartiers et ville autour de laquelle s'articule la division territoriale et statistique, cette dernière possède plusieurs localités :
- Anaco
  - Alí Prima
  - Bolivariano
  - Campo Los Pilones
  - Campo Sur
  - Chacaíto
  - Colinas de Anaco I
  - Colinas de Anaco II
  - El Cinco
  - El Esfuerzo
  - El Olivo
  - El Palmar
  - El Paraiso
  - José Antonio Anzoátegui
  - La Cañada
  - La Florida
  - Las Charras
  - Las Vegas
  - Pueblo Nuevo
  - Sector Alta Vista
  - Sector Araguaney
  - Sector Bicentenario
  - Sector El Bosque
  - Sector José Félix Rivas
  - Sector Orcana
  - San Jacinto
  - 23 de Enero
- Anaquito
- Cruz Pilones
- San Antonio